# Велики Белаћевац
Велики Белаћевац (алб. Bardh i Madh) је насеље у општини Косово Поље, Косово и Метохија, Република Србија.

## Географија
Село је на изласку Дренице из своје клисурасте долине у косовску равницу. Лежи на левој страни Дренице у подножју Чичавице.

## Историја
Садашње је село постало 1864. као колонија Черкеза. Како је та колонија основана већим делом на атару Белаћевца и одмах по броју кућа била јача од њега, то је названа Великим Белаћевцем, а дотадашњи Белаћевац – Малим Белаћевцем. Кад се Србија ослобођењем Топлице 1877-78. приближила Косову, Черкези су се иселили у дубљу унутрашњост Турске. Њихове куће и имања су уступљени мухаџирима из ослобођених крајева Србије.
Током Другог светског рата српску цркву у Великом Белаћевцу су опљачкали и демолирали Албанци.

## Порекло становништва по родовима
Подаци о пореклу становништва из 1933. године.
Мухаџири из топличких села
- Брезница (10 к.), од фиса Гаша, из Бреснице. Старином је из Ибре у Сев. Албанији.
- Јашаница (12 к.), од фиса Сопа, из Јошанице.
- Трнава (2 к.), од фиса Гаша, из Трнаве.
- Драгуша (1 к.), од фиса Тсача, из Драгуша.
- Бајчинца (6 к.), од фиса Шкреља, из Бајчинца.
- Плана (6 к.), од фиса Тсача, из В. Плане.
- Гргур (8 к.) и  Кутоловц (2 к.), од фиса Краснића, из Гургура и Кутловца.
- Трмколи (5 к.), од фиса Сопа, братства Маврића, из Трмке.
- Стубла (2 к.), од фиса Гаша, из Стубла.
- Древин (2 к.), од фиса Гаша, из Дегрмена.
- Селов (2 к.), од фиса Шкреља, из Селове.
- Симница (6 к.), од фиса Шаље, из Сибнице.
- Ћућала (5 к.), од фиса Краснића, из Чучала.
- Кодралија (2 к.), од фиса Сопа, из Врбовца.
- Брбатовци (1 к.), од фиса Краснића, из Барбатовца.
- Калудра (1 к.), од фиса Гаша, из Калудре.
- Мађера (1 к.), од фиса Климената, из Мађара.
- Међуан (2 к.), од фиса Краснића, из Међухане.
- Пребеза (3 к.), од фиса Гаша, из Пребрезе.
- Костаница (1 к.), од фиса Климената, из М. Косанице
- Џигољ (5 к.), од фиса Климената, из Џигоља.
- Рашица (2 к.), од фиса Шаље, из Рашице.
- Прештреши (2 к.), од фиса Гаша, из Престреша.
- Сварчали (2 к.), од фиса Гаша, из Сварче.

Колонисти
- Перуновић (3 к.) 1923. из Дреновштице (Никшић).
- Ђукановић (1 к.) 1924. из Чева.
- Добричанин (1 к.) 1925. и Божовић  (2 к.) 1928. из Прекобрђа (Колашин, Црна Гора).
- Фунчићи (1 к.), Словенци, из Истре, досељени 1928. По досељавању прешли на православље.
- Бацковићи (1 к.) 1924. досељени из Шилова у Јабланици, где су се били доселили као колонисти из Црне Горе после 1878.
- Караџићи (1 к.), такође старином из Црне Горе, у В. Белаћевац досељени 1928. из Житног потока у Топлици.
- Никчевићи (1 к.). Из Црне Горе старином, а у В. Белаћевац досељени 1928. из Реткоцера у Јабланици.

## Демографија
| Година       | 1948 | 1953 | 1961 | 1971 | 1981 | 1991 |
| ------------ | ---- | ---- | ---- | ---- | ---- | ---- |
| Становништво | 1177 | 1290 | 1545 | 2260 | 2829 | 1697 |

|  |